# Župnija Kapla na Kozjaku
Župnija Kapla na Kozjaku je rimskokatoliška teritorialna župnija dekanije Radlje-Vuzenica koroškega naddekanata, ki je del nadškofije Maribor.
Župnijska cerkev je posvečena sv. Katarini Aleksandrijski (Sinajski), ki goduje 25. novembra. Stranska oltarja sta posvečena Devici Mariji  in sv. Florijanu. Cerkev je zgrajena v baročnem stilu. 

## Zgodovina
Prve omembe o kraju Kapla na Kozjaku segajo nazaj v leto 1056, ko je bilo prvič zasledeno ime Kapla, ki izvira iz besede kapela, ki je stala na območju, kjer je danes župnijska cerkev.
V 11. stoletju je območje sedanje župnije spadalo pod Labotsko pražupnijo, ki se je kasneje v zgodovini razdelila na več delov. Leta 1201 se je osamosvojila župnija Remšnik, katere podružnica je bila tudi cerkev na Kapli.
Točen datum izgradnje prve cerkve ni znan, se pa omenja že leta 1389, kot remšniška podružnica v listini deželnega arhiva na Dunaju.
Cerkev je bila skozi tok zgodovine dvakrat poškodovana, prvič v času turških vpadov (l. 1532), ko je bila požgana in oskrunjena, vendar so jo že leta 1535 obnovili in posvetili. Drugič pa je leta 1913 skupaj z župniščem pogorela, a so jo takoj za tem obnovili.
Leta 1795 je Kapla postala lokalna kaplanija z rednim dušnim pastirjem. Župnija je postala leta 1892.
Pokopališče, ki danes leži na bližnjem travniku, je bilo vse do leta 1852 okoli cerkve, a je bilo prestavljeno zaradi pomanjkanja prostora.
Leta 1858 je bila župnija Kapla na Kozjaku izločena iz marenberške dekanije in naslednjega leta je prišla pod sekovško (danes graško) škofijo. Tu je ostala vse do leta 1923, ko je bila priključena k lavantinski, torej mariborski škofiji.